# 豊橋技術科学大学の人物一覧
豊橋技術科学大学の人物一覧は豊橋技術科学大学に関係する人物の一覧記事。

## OB・OG

### 政界
- 下野幸助 - 衆議院議員、前三重県議会議員

### 研究者・学者
- 曽我朋義 - 化学者、工学博士、慶應義塾大学教授、慶大工卒、本大学論文博士　メタボローム解析が専門
- 五日市剛 - 工学博士、実業家、作家
- 梅崎太造 - 名古屋工業大学教授、産学官連携功労者表彰
- 片田敏孝 - 東京大学大学院情報学環特任教授、　工学博士

### 経済
- 野村得之 - 愛三工業社長、元トヨタ自動車電子技術領域長

### 文学
- 乙一 - 小説家
- 吉田エン - SF作家

### マスコミ
- 石井政之 - ジャーナリスト
- 中宮崇 - フリーライター
- 鹿取茂雄 - 酷道愛好家、廃墟愛好家、フリーライター